# Upper Wield
Upper Wield – wieś w Anglii, w hrabstwie Hampshire, w dystrykcie East Hampshire. Leży 22 km na północny wschód od miasta Winchester i 79 km na południowy zachód od Londynu.